# Naturschutzgebiet Brockenberg
Das Naturschutzgebiet Brockenberg liegt in der Städteregion Aachen in Nordrhein-Westfalen. Es umfasst eine Fläche von 32 ha, liegt auf einer Höhe von 260 mm NN und befindet sich südöstlich des Stolberger Ortsteils Büsbach.
Der Brockenberg ist eines von momentan 37 zur Stadt Stolberg (Rheinland) gehörenden Naturschutzgebieten.

## Geologie
Der größte Teil des Naturschutzgebietes Brockenberg gehört wie die regional benachbarten Gebiete Schlangenberg, Bärenstein und Schomet zu einer auf einem Kalksteinrücken befindlichen Fläche. Dieser Kalkstein wurde im Devon vor etwa 400 Millionen Jahren abgelagert.
Im Laufe der folgenden Jahrmillionen gelangte die Kalkschicht an die Erdoberfläche und wurde durch Erosion teilweise abgetragen. Metallhaltige Lösungen drangen in das poröse Material und es bildete sich über Primärerze wie beispielsweise Zinkblende oder Markasit das Sekundärerz Galmei.
Während der Kalkrücken bis Belgien reicht, ist der galmeihaltige Bereich auf das Gebiet um Stolberg (Rheinland), Aachen und Kelmis beschränkt.

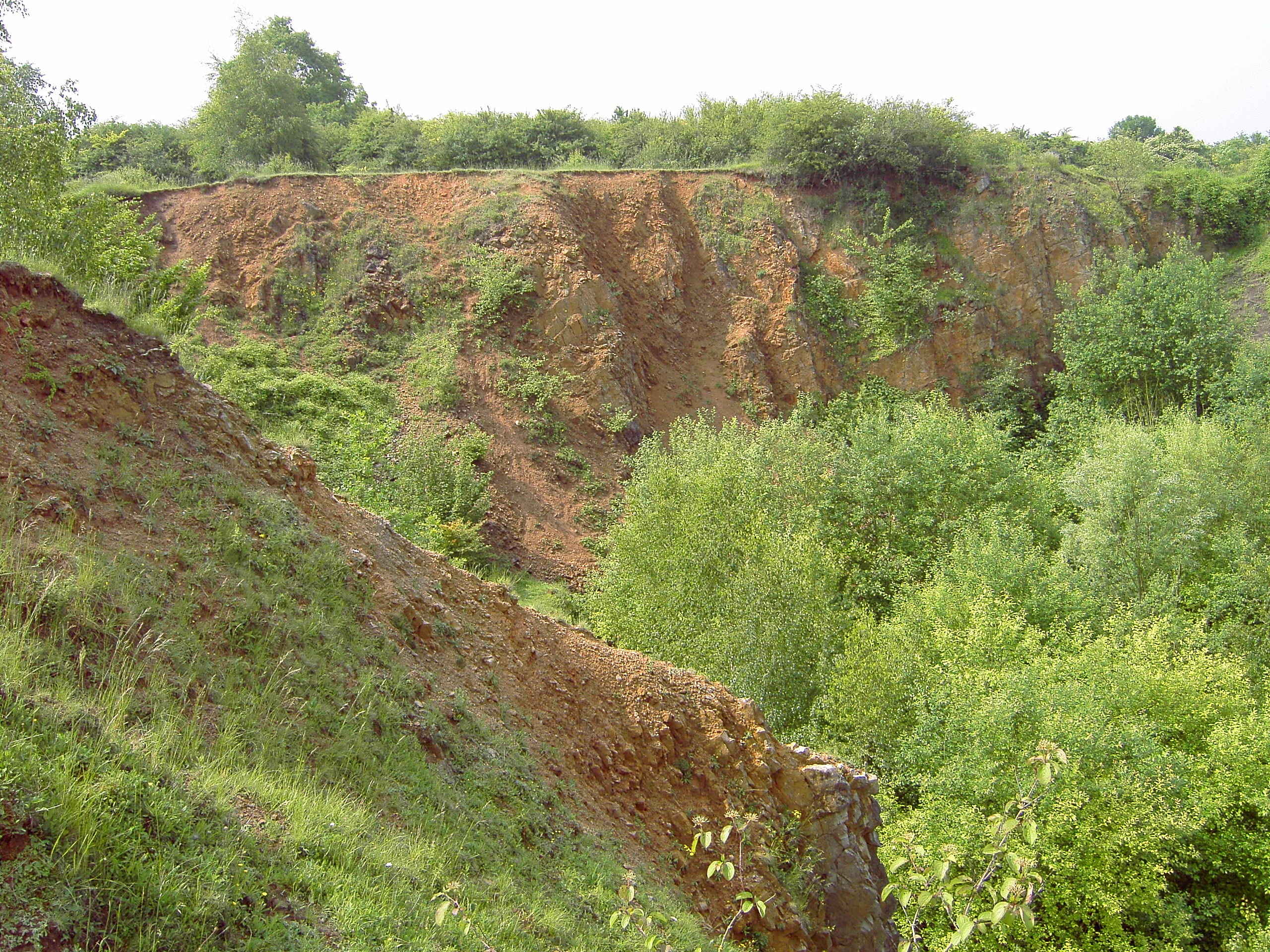
Blick in den ehemaligen Steinbruch Schennskull
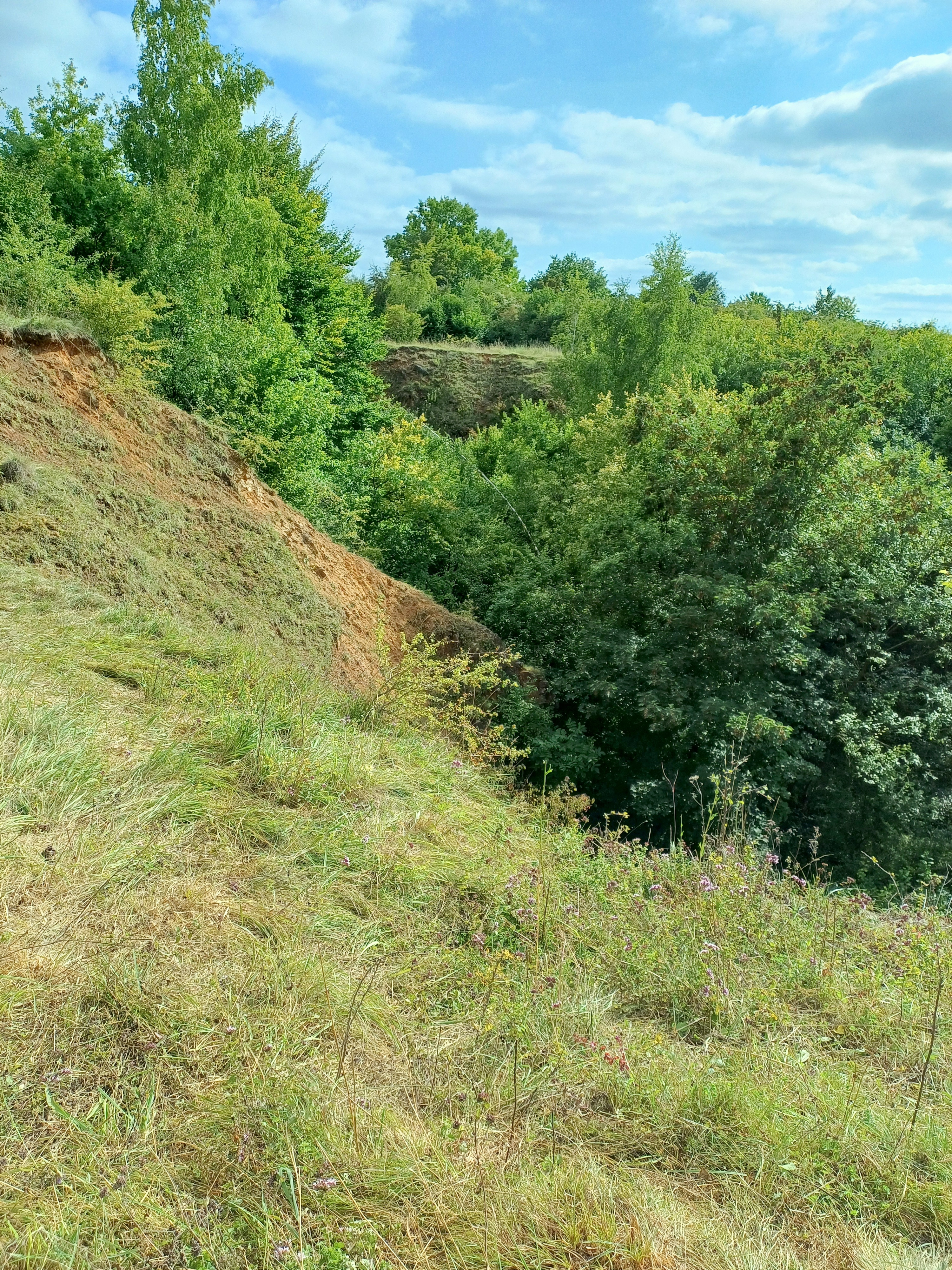
Zuwachsender Steinbruch
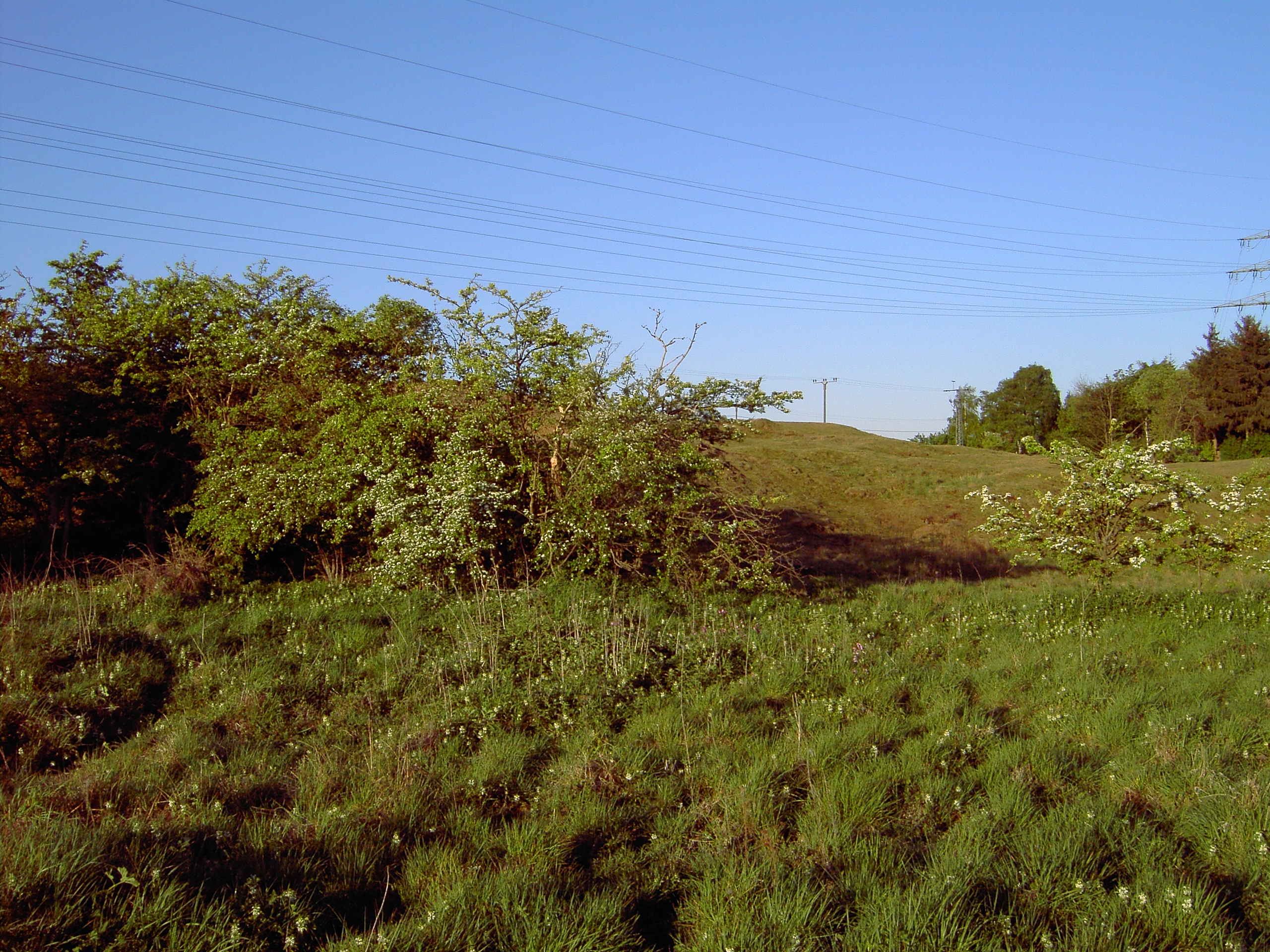
Pingenlandschaft im NSG Brockenberg

## Geschichte

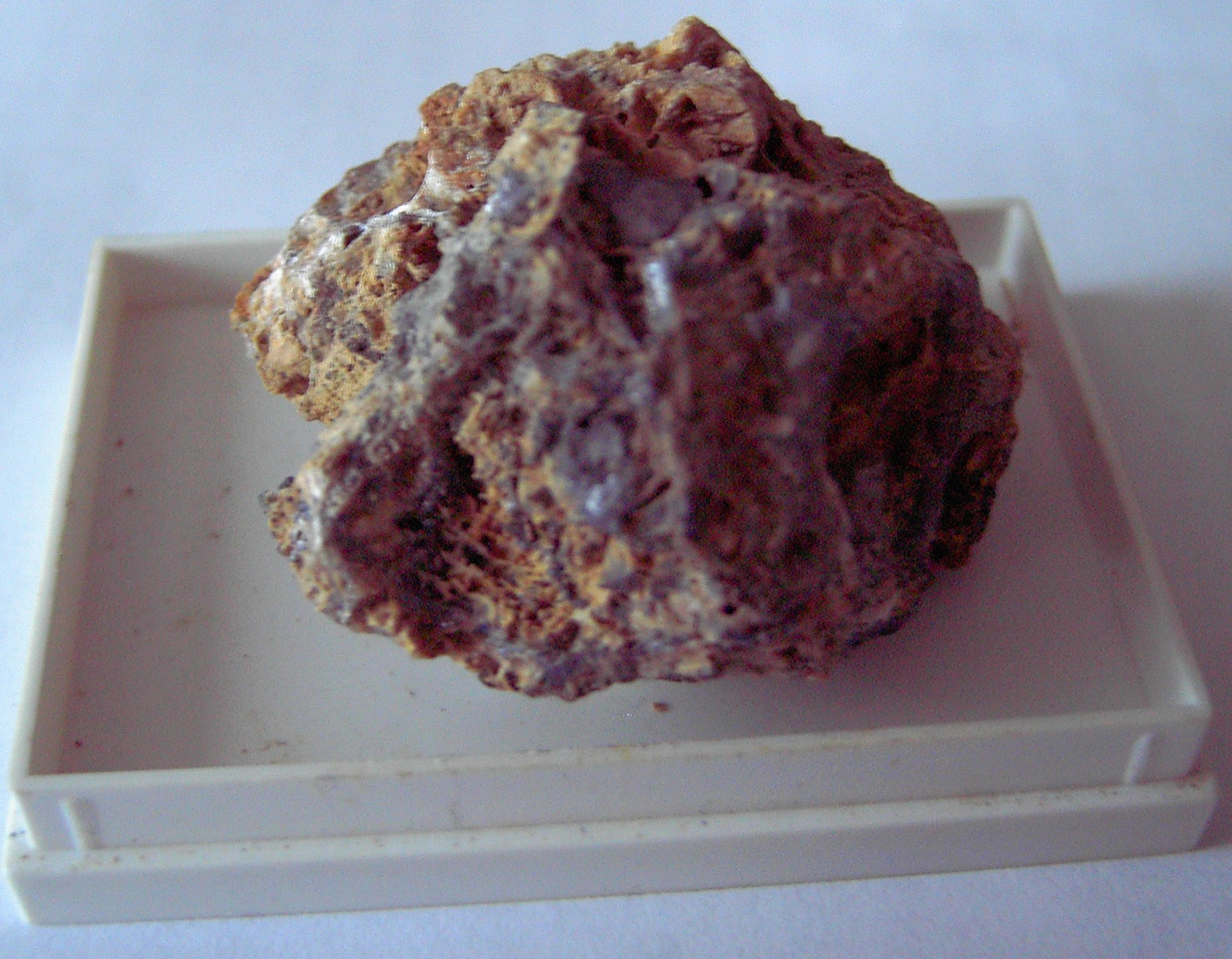
Galmei aus dem NSG Brockenberg

Die Geschichte des Naturschutzgebietes Brockenberg hängt eng mit dem Erzabbau zusammen. Bereits seit der Zeit der Kupfermeister wurde auf dem Gebiet Galmeierz abgebaut, das in den Stolberger Werken zur Messingherstellung benutzt wurde. Die zahlreichen auch heute noch erkennbaren Vertiefungen im Naturschutzgebiet zeugen von der damaligen in Pingen erfolgten Abbautechnik. Gleichzeitig befand sich der Luciaschacht unterhalb des Geländes. Ein Gebäude aus dieser Zeit existiert noch immer, inzwischen jedoch als Wohnhaus genutzt, in isolierter Position auf einer Fläche am Rande des Naturschutzgebietes.
Im Jahre 1889 wurde der Galmeiabbau eingestellt. Gründe dafür waren der Krieg, die inzwischen unrentabel gewordene Abbaumethode, geänderte Gesellschafterverhältnisse des Eigentümers, der "Allianz", sowie teilweise erschöpfte Erzvorräte.
Weiterhin genutzt wurde der im Boden befindliche Kalkstein durch den Eigentümer des Geländes, die Westdeutschen Kalk- und Portlandzement AG. Der Steinbruch Schennskull wurde bis in die 1970er Jahre ausgebeutet, ehe er stillgelegt wurde. Nach jahrelanger Brache diente er als willkommener Raum zum Abladen von Schutt und Erde. Eine Renaturierung unterblieb genau wie im übrigen Gebiet Brockenberg.
Die Natur eroberte die Fläche im Laufe der Zeit zurück. Inzwischen hat eine Pflanzenschicht den größten Teil des Steinbruchgeländes bedeckt und die Abbruchränder werden durch Baumreihen verdeckt.

## Flora

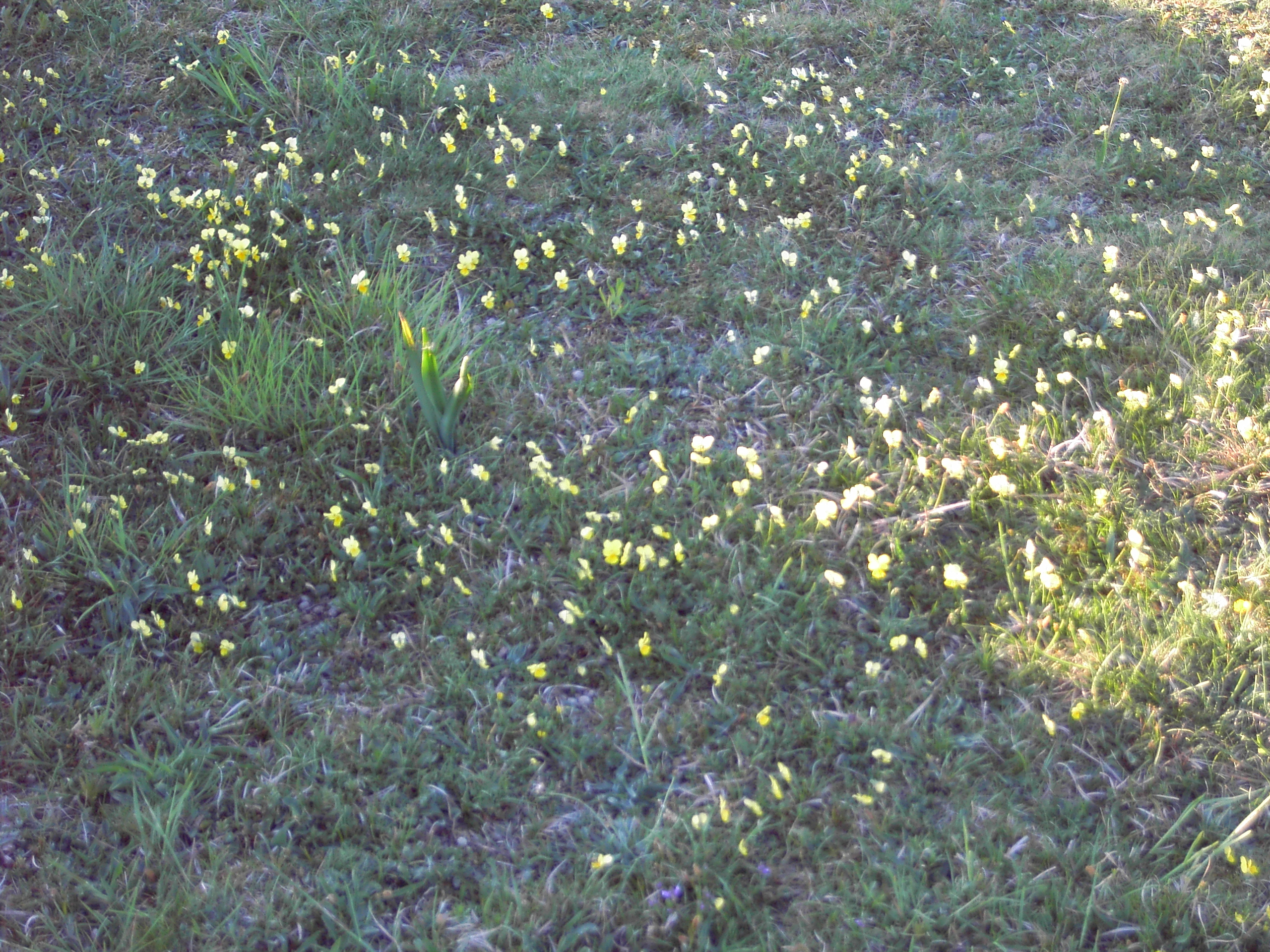
Galmeiflora

Eine Untersuchung aus dem Jahre 1999 ermittelte folgende Gebietszusammensetzung: 20 % der Gesamtfläche sind Trockenrasen und Steppen, 15 % feuchtes und mesophiles Grünland, weitere 15 % Laubwald. Die restlichen 55 % werden als Gruben- und Deponiegebiet klassifiziert.
Das Naturschutzgebiet Brockenberg stellt ein Refugialbiotop für die endemische Galmeiflora dar. Während die üblichen Pflanzen auf den durch Zink, Cadmium und Blei kontaminierten Flächen kaum eine Vegetationsmöglichkeit haben, konnte sich an den Stellen, an denen Erze der Galmeiparagenese zutage traten, eine Galmeiflora ausbilden. Sie existiert hier in weitaus reinerer und ausgeprägterer Form als im flächenmäßig größeren Naturschutzgebiet Schlangenberg.
Auf den galmeihaltigen Flächen finden sich typische Galmeipflanzen wie das Gelbe Galmei-Veilchen Viola lutea ssp. calaminaria, die Galmei-Grasnelke Armeria maritima ssp. calaminaria, die Galmei-Frühlings-Miere Minuartia verna ssp. hercynica oder das Galmei-Hellerkraut Thlaspi calaminare, das auch den Namen Galmei-Täschelkraut trägt.
Auf den mageren Böden speziell im Steinbruchbereich wächst unter anderem die Thymian-Seide Cuscuta epithymum.

## Fauna
Aufgrund seiner Vielfältigkeit umfasst das Naturschutzgebiet Brockenberg verschiedene Biotope. Die Galmeiflächen stellen einen optimalen Lebensraum für eine Fülle von Schmetterlingen dar. Hierzu zählen der Grüne Zipfelfalter Callophrys rubi, der Zwergbläuling Cupido minimus aber auch der Waldbläuling Cyaniris semiargus oder der Lilagold-Feuerfalter Lycaena hippothoe.
Die Flächen bieten neben Schmetterlingen auch zahlreichen Schrecken einen Lebensraum. Hierzu gehört der Warzenbeißer Decticus verrucivorus, die Zweifarbige Beißschrecke Metrioptera bicolor und die Kurzflügelige Beißschrecke Metrioptera brachyptera. Aber auch der Heidegrashüpfer Stenobothrus lineatus gehört zu den hier vertretenen Arten.
Die wenigen Sträucher auf dem Gelände dienen dem Neuntöter Lanius collurio als Aussichtspunkt. Heidelerchen Lullula arborea findet man als Bodenbrüter sowohl auf den Galmeiflächen als auch im Steinbruchbereich. In den verbliebenen Felswänden leben verschiedene Tag- und Nachtgreifvögel, während in den feuchten Bereichen des Steinbruches neben verschiedenen Amphibien vereinzelt die Glattnatter Coronella austriaca zu finden ist.

## Bedrohung des Naturschutzgebietes
Das Naturschutzgebiet ist extrem gefährdet. Hierfür ist neben einem benachbarten Teerschotterwerk der nahe Wohnbereich verantwortlich. Fußgänger verlassen die Wege, Hunde streunen über das Gelände, zerstören die seltenen Pflanzen, Nester von bodenbrütenden Vögeln sowie den einmaligen Lebensraum.